# فيليب بان
فيليب بان (بالإنجليزية: Philip Pan)‏ هو صحفي أمريكي، ولد في القرن العشرين.